# Joe Flaherty
 Der er for få eller ingen kildehenvisninger i denne artikel, hvilket er et problem. Du kan hjælpe ved at angive troværdige kilder til de påstande, som fremføres i artiklen.

Joe Flaherty (født 21. juni 1941, død 1. april 2024) var en amerikansk-canadisk skuespiller og komiker. Han er bedst kendt for sit arbejde på den canadiske sketchkomedie SCTV fra 1976 til 1984, og som Harold Weir i Freaks and Geeks fra 1999-2000. Han var dommer på The Second City's Next Comedy Legend.
Flaherty blev født Joseph O'Flaherty i Pittsburgh, Pennsylvania i USA men flyttede til Chicago, hvor han startede sin komediekarriere med Second City Theater som Joe O'Flaherty. Efter syv år i Chicago flyttede han til Toronto for at hjælpe med at etablere Toronto Second City-teatertruppen. I disse år var han en af de originale forfattere/kunstnere på SCTV, hvor han tilbragte otte år i showet og spillede karakterer som Big Jim McBob (fra Farm Film rapport fame) Grev Floyd/Floyd Robertson og stationsejer/manager Guy Caballero, der kører rundt i en kørestol, kun for "respekten" og den ufortjente sympatis skyld.
Andre mindeværdige Flaherty karakterer inkluderer den følelsesmæssige talkshow-vært Sammy, den rørstrømske, forsumpede privat-saxofonist Vic Arpeggio, den aggressiv foredragsholder Norman Gorman, den nærsynede offentlige tv-vært Hugh Betcha og den vanvittige ex-fange Rocco.
SCTV indstillede produktionen i 1984.
I 1999 sluttede Flaherty sig til rollebesætningen på Freaks and Geeks, et timelangt NBC dramakomedie, hvor han spillede Harold Weir, den opfarende far til to teenagere. På trods komediens kultstatus, varede den kun 1 sæson. Han gjorde optrædener på CBS sitcom The King of Queens som Fader McAndrew, præst ved Heffernans kirke.
Flahertys brødre var komedieforfatterne David og Paul Flaherty (sidstnævnte er skribent på SCTV). Han havde en datter og en søn ved navn Gudrun Flaherty og Gabriel Flaherty.
I sæson 8 af Family Guy spillede Joe atter Western Union Man i "Something, Something, Something, Dark Side".

## Diskografi
- Gold Turkey (National Lampoon album, 1975)[3]
- Count Floyd (1982) (RCA)[4]

## Filmografi

### Film
| År   | Titel                                    | Rolle                                                              | Noter                | Referencer           |
| ---- | ---------------------------------------- | ------------------------------------------------------------------ | -------------------- | -------------------- |
| 1976 | Tunnel Vision                            | Carl Michaelevich                                                  |                      | [ 5 ]                |
| 1979 | 1941                                     | Sal Stewart, Raoul Lipschitz                                       |                      | [ 6 ]                |
| 1979 | The Lady in Red                          |                                                                    |                      | [ 7 ] [ 8 ]          |
| 1980 | Used Cars                                | Sam Slaton                                                         |                      | [ 5 ]                |
| 1981 | By Design                                | Veteran Father                                                     |                      | [ 9 ]                |
| 1981 | Stripes                                  | Border Guard                                                       |                      | [ 10 ]               |
| 1981 | Heavy Metal                              | Lawyer, General (voice)                                            |                      | [ 11 ]               |
| 1983 | Going Berserk                            | Chick Leff                                                         |                      | [ 5 ]                |
| 1984 | Johnny Dangerously                       | Death Row inmate                                                   | Uncredited           | [ 12 ]               |
| 1985 | Sesame Street Presents: Follow That Bird | Sid Sleaze                                                         |                      | [ 5 ]                |
| 1986 | Club Paradise                            | Pilot                                                              |                      | [ 13 ]               |
| 1986 | One Crazy Summer                         | General Raymond                                                    |                      | [ 5 ]                |
| 1987 | Innerspace                               | Waiting Room Patient                                               |                      | [ 14 ]               |
| 1987 | Blue Monkey                              | George Baker                                                       |                      | [ 5 ]                |
| 1988 | Kid Safe: The Video                      | Count Floyd                                                        | Video                | [ 15 ]               |
| 1989 | Who's Harry Crumb?                       | Doorman                                                            |                      | [ 16 ]               |
| 1989 | Speed Zone                               | Vic DeRubis                                                        | AKA Cannonball Fever | [ 5 ]                |
| 1989 | Back to the Future Part II               | Western Union Man                                                  |                      | [ 17 ]               |
| 1994 | A Pig's Tale                             | Milt                                                               | Video                | [ 5 ]                |
| 1995 | Stuart Saves His Family                  | Cousin Ray                                                         |                      | [ 18 ]               |
| 1996 | Happy Gilmore                            | Donald                                                             |                      | [ 5 ]                |
| 1997 | Snowboard Academy                        | Mr. Barry                                                          | Video                | [ 5 ]                |
| 1997 | The Wrong Guy                            | Fred Holden                                                        |                      | [ 5 ]                |
| 1999 | Detroit Rock City                        | Father Phillip McNulty                                             |                      | [ 5 ]                |
| 2001 | Freddy Got Fingered                      | William                                                            | Uncredited           | [ 5 ]                |
| 2002 | Slackers                                 | Mr. Leonard                                                        |                      | [ 5 ]                |
| 2003 | National Security                        | Owen Fergus                                                        |                      | [ 5 ]                |
| 2004 | Home on the Range                        | Jeb the Goat (voice)                                               |                      | [ 11 ]               |
| 2004 | Anchorman: The Legend of Ron Burgundy    | Manager of Texas television station, boss of Veronica Corningstone | Deleted scene        | [ 19 ] [ 20 ] [ 21 ] |
| 2004 | Phil the Alien                           | Beaver (voice)                                                     |                      | [ 22 ]               |

### Tv
| År        | Titel                                             | Rolle                        | Noter                                        | Referencer          |
| --------- | ------------------------------------------------- | ---------------------------- | -------------------------------------------- | ------------------- |
| 1972      | The David Steinberg Show                          | Kirk Dirkwood                | 10 episodes                                  | [ 23 ]              |
| 1976      | The Sunshine Hour                                 | Various                      | Regular                                      | [ 19 ]              |
| 1976–1984 | SCTV                                              | Various                      |                                              | [ 19 ]              |
| 1978      | King of Kensington                                | Fast Frankie                 | Episode: "The Hustler"                       | [ 19 ]              |
| 1985      | George Burns Comedy Week                          | Guest star                   |                                              | [ 24 ] [ 25 ]       |
| 1986      | Really Weird Tales                                | Your Host                    | TV movie/pilot, also producer and writer     | [ 26 ] [ 27 ]       |
| 1988      | CBS Summer Playhouse                              | Regis Rogan                  | Episode: "Limited Partners"                  | [ 28 ]              |
| 1988      | The Completely Mental Misadventures of Ed Grimley | Count Floyd                  | 13 episodes                                  | [ 29 ]              |
| 1989      | Looking for Miracles                              | Chief Berman                 | TV movie                                     | [ 30 ]              |
| 1989      | I, Martin Short, Goes Hollywood                   | Gene Siskel                  | TV movie                                     | [ 31 ] [ 32 ]       |
| 1989      | Married... with Children                          | Dr. Plierson                 | Episode: "Tooth or Consequences"             | [ 5 ] [ 33 ] [ 34 ] |
| 1990      | Monsters                                          | Sherwin                      | Episode: "Murray's Monster"                  | [ 35 ]              |
| 1990–1993 | Maniac Mansion                                    | Dr. Fred Edison              | 65 episodes                                  | [ 36 ]              |
| 1991      | Morton & Hayes                                    | Thug                         | Episode: "The Vase Shop"                     | [ 19 ]              |
| 1991      | Little Dracula                                    | Big Dracula (voice)          | 4 episodes                                   | [ 11 ]              |
| 1993–1994 | Dinosaurs                                         | Chief Elder (voice)          |                                              | [ 5 ]               |
| 1994      | Nurses                                            | Mr. Fortin                   | Episode: "The Big Jack Attack"               | [ 37 ] [ 38 ]       |
| 1994      | Phenom                                            | Father O'Malley              |                                              | [ 19 ]              |
| 1994      | Rebel Highway                                     | Mr. Nicholson                | Episode: "Runaway Daughters"                 | [ 19 ] [ 39 ]       |
| 1994      | Hardball                                          | Butt Winnick                 |                                              | [ 40 ]              |
| 1995      | Family Reunion: A Relative Nightmare              | Kevin Dooley                 | TV movie                                     | [ 19 ]              |
| 1995      | Cartoon Planet                                    | Count Floyd                  |                                              | [ 41 ]              |
| 1996      | Dream On                                          | Stod                         | Episode: "Second Time Aground"               | [ 19 ]              |
| 1996      | The Louie Show                                    | Mr. Wells                    |                                              | [ 19 ] [ 42 ]       |
| 1996      | Ellen                                             | Perry                        | Episode: "Kiss My Bum"                       | [ 19 ]              |
| 1997      | The Don's Analyst                                 | Dr. Lowell Royce             | TV movie                                     | [ 19 ]              |
| 1997–1998 | Police Academy: The Series                        | Cmdt. Stuart Hefilfinger     |                                              | [ 43 ]              |
| 1999      | Traders                                           | McGraff                      | Episode: "This World... Then the Fireworks"  | [ 19 ] [ 44 ]       |
| 1999      | The Wonderful World of Disney                     |                              | Episode: "Dogmatic"                          | [ 19 ]              |
| 1999–2000 | Freaks and Geeks                                  | Harold Weir                  | 18 episodes                                  | [ 17 ] [ 45 ]       |
| 2000      | Mentors                                           | James Naismith               | Episode: "Nothing But Net"                   | [ 19 ]              |
| 2001      | Even Stevens                                      | Mr. Rupert                   | Episode: "Almost Perfect"                    | [ 19 ]              |
| 2001      | The Industry                                      | Don Douglas                  |                                              | [ 19 ]              |
| 2001      | That '70s Show                                    | Bryan                        | Episode: "Canadian Road Trip"                | [ 19 ]              |
| 2001      | Go Fish                                           | Dr. Frank Troutner           |                                              | [ 19 ] [ 46 ]       |
| 2001      | Primetime Glick                                   | Clay Glick                   | Episode: "Molly Shannon/Nathan Lane"         | [ 19 ]              |
| 2001      | The Legend of Tarzan                              | Hooft (voice)                | Episode: "Tarzan and the Mysterious Visitor" | [ 19 ]              |
| 2001      | The Santa Claus Brothers                          | Snorkel (voice)              | TV movie                                     | [ 11 ]              |
| 2001–2003 | The King of Queens                                | Father McAndrew              | 4 episodes                                   | [ 19 ]              |
| 2002      | Maybe It's Me                                     | Chaz                         | Episode: "The Romeo & Juliet Episode"        | [ 19 ]              |
| 2002      | Royal Canadian Air Farce                          |                              |                                              | [ 19 ]              |
| 2002      | Frasier                                           | Herm Evans                   | Episode: "Frasier Has Spokane"               | [ 19 ]              |
| 2002      | A Nero Wolfe Mystery                              | Dr. Vollmer                  | 2 episodes                                   | [ 19 ]              |
| 2002–2004 | Teamo Supremo                                     | Cloaked Skull (voice)        |                                              | [ 19 ] [ 16 ]       |
| 2002      | The True Meaning of Christmas Specials            | Bing Crosby                  | TV movie                                     | [ 19 ]              |
| 2002–2003 | Clone High                                        | Abe's Foster Dad (voice)     | 2 episodes                                   | [ 11 ]              |
| 2004      | Puppets Who Kill                                  | Joe                          | Episode: "Bill's Got the Blues"              | [ 19 ]              |
| 2005      | Tilt                                              | Casino Player from Aliquippa | Episode: "Risk Tolerance"                    | [ 19 ]              |
| 2005      | Chilly Beach                                      | Antoine DelVecchio           | Episode: "Driving Mr. Biggs"                 | [ 19 ]              |
| 2005      | Robson Arms                                       | Ramon Garcia                 |                                              | [ 47 ]              |
| 2008–2010 | Caution: May Contain Nuts                         | Count Floyd                  |                                              | [ 48 ]              |
| 2008–2011 | Family Guy                                        | Vatican Messenger            |                                              | [ 5 ]               |
| 2009      | American Dad!                                     | Car Door Owner (voice)       | Episode: "Delorean Story-An"                 | [ 49 ]              |
| 2012      | I, Martin Short, Goes Home                        | Atticus Finch                | TV movie                                     | [ 50 ]              |
| 2012      | Call Me Fitz                                      | Mayor Andrews                | Episode: "Teetotal Recall"                   | [ 51 ] [ 52 ]       |